# ساوت۳۲
ساوت۳۲ (انگلیسی: South32) شرکت معدن استرالیایی است، که در سال ۲۰۱۵ تأسیس شد.